# Jan Ratułowski
Jan Ratułowski (ur. 13 lub 24 sierpnia 1897 w Czarnym Dunajcu, zm. 2 lub 3 stycznia 1955 w Sanoku) – chorąży piechoty Wojska Polskiego.

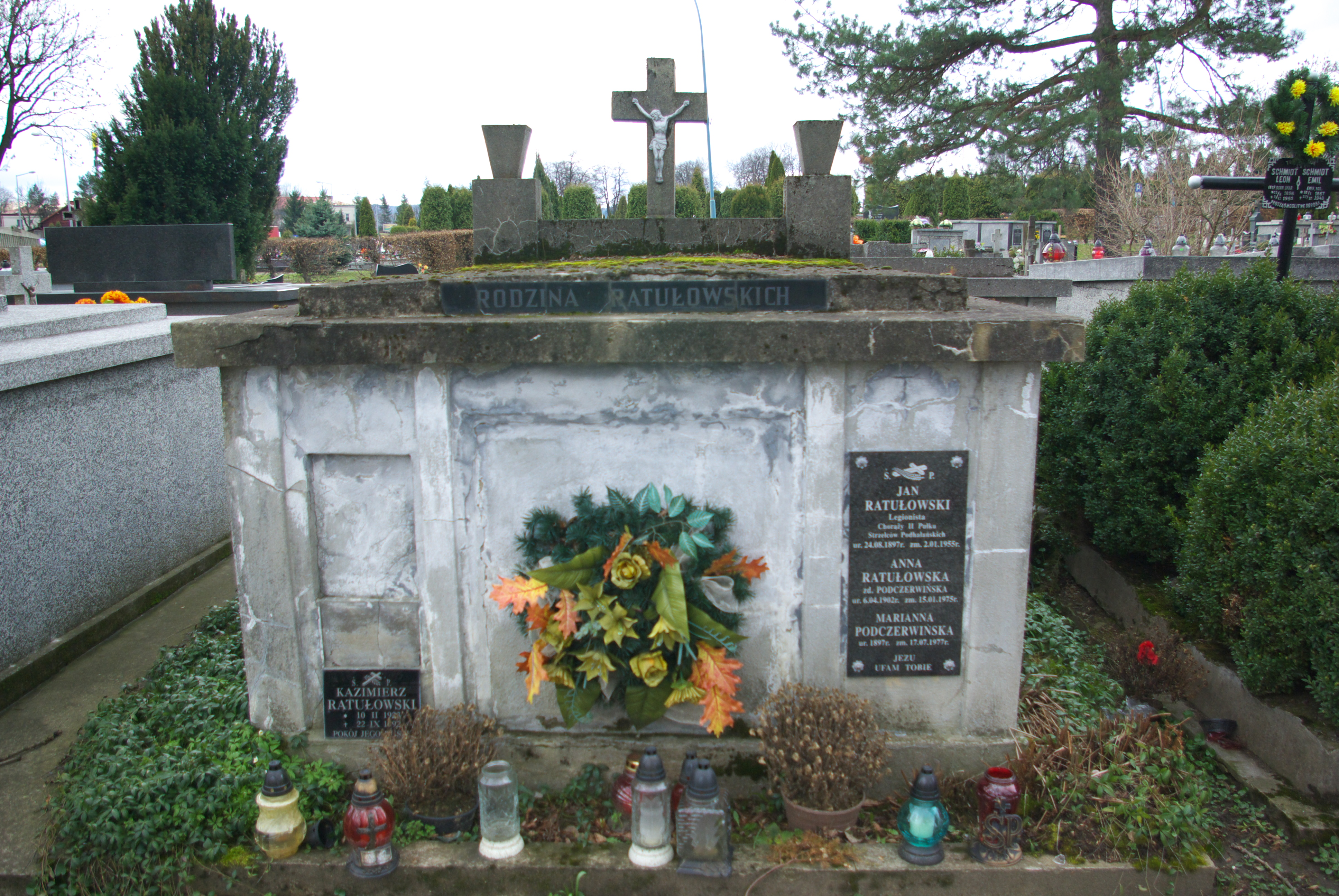
Grobowiec rodziny Ratułowskich w Sanoku

## Życiorys
Urodził się 13 lub 24 sierpnia 1896 w Czarnym Dunajcu jako syn Józefa i Antoniny z domu Mikoś.
Po wybuchu I wojny światowej 1914 w składzie oddziału nowotarskiego wstąpił do Legionów Polskich. Służył w szeregach 1 kompanii 1 kompanii I batalionu 3 Pułk Piechoty. 12 października 1914 został ranny w przełęczy pantyrskiej i pod koniec tego roku przebywał na leczeniu w szpitalu św. Łazarza w Krakowie. Po wyleczeniu służył w 4 kompanii VI batalionu w składzie I Brygady. Odniósł rany w bitwie pod Konarami 23 maja 1915, po czym przebywał na leczeniu w Nowym Targu, a później w Kamieńsku. W 1917 jako starszy szeregowy był skierowany na 2 Kurs Wyszkolenia.
Po odzyskaniu przez Polskę niepodległości został przyjęty do Wojska Polskiego. Brał udział w wojnie polsko-bolszewickiej. Później w okresie II Rzeczypospolitej służył w 2 pułku Strzelców Podhalańskich w Sanoku.
W latach 30. mieszkał w Sanoku przy ul. Zygmunta Kaczkowskiego 4. Do końca życia zamieszkiwał przy ulicy Stanisława Staszica 4. Zmarł 2 lub 3 stycznia 1955 w Sanoku. Został pochowany na cmentarzu przy ul Jana Matejki w Sanoku 4 stycznia 1955. Jego żoną była Anna z domu Podczerwińska (1902–1975). Grobowiec Jana Ratułowskiego został wpisany przez Instytut Pamięci Narodowej do ewidencji grobów weteranów walk o Wolność i Niepodległość Polski. 

## Odznaczenia
- Krzyż Walecznych[7].
- Krzyż Niepodległości (9 listopada 1931, za pracę w dziele odzyskania niepodległości)[8].